# Viper Jaws
Viper Jaws là một loại súng lục nặng có cơ chế bắn Hoạt động đơn và kép được sản xuất tại Jordan bởi KADDB va thiết kế ở Hoa Kỳ bởi Wildey Moore, nhà thiết kế của dòng súng lục nổi tiếng Wildey. Loại súng này được chế tạo làm tiêu chuẩn sử dụng cho các lực lượng vũ trang của Jordan.
Viper Jaws là một loại súng ngắn có cấu tạo chắc chắn với một vài tính năng thú vị, ví dụ như thiết kế đơn giản và modula. VIPER có thể chỉnh sửa lại bằng vài cách đơn giản như thay thế giảm thanh, tay cầm,... Cơ chế Hoạt động đơn giúp nó dễ dàng bảo trì và tháo lắp.

## Sử dụng bởi
Jordan